# Hervormde Kerk (Eenigenburg)
Hervormde Kerk  is een zaalkerkje uit 1792 in het Noord-Hollandse dorp Eenigenburg.

## Geschiedenis
Het kerkgebouw met bijbehorende kerkhof is in 1792 gebouwd op een terp die waarschijnlijk in de 14e eeuw is aangelegd en die mogelijk een restant is van een deels afgegraven, grotere terp. De kerk heeft een grotere voorganger, die wegens ouderdom is gesloopt. De resten van voorgaande kerkgebouwen liggen het het terplichaam.
In de kerk bevinden zich een eikenhouten, gebeeldhouwde preekstoel uit 1698 en orgel uit 1876. Het orgel is gemaakt door Schölgens & v/d Haspel. De klokkenstoel heeft een klok van Goebel Zael uit 1505. Omstreeks 1880 werd een mechanisch torenuurwerk geplaatst. Op het doophek staat het jaartal 1725. Op de vloer bevinden zich grafstenen van inwoners die in de voorgaande kerk in de 17e eeuw werden begraven.
Sinds 1973 staat het gebouw ingeschreven als rijksmonument in het monumentenregister. De kerk is in 1992 gerestaureerd; het orgel in 1994.

## Foto's

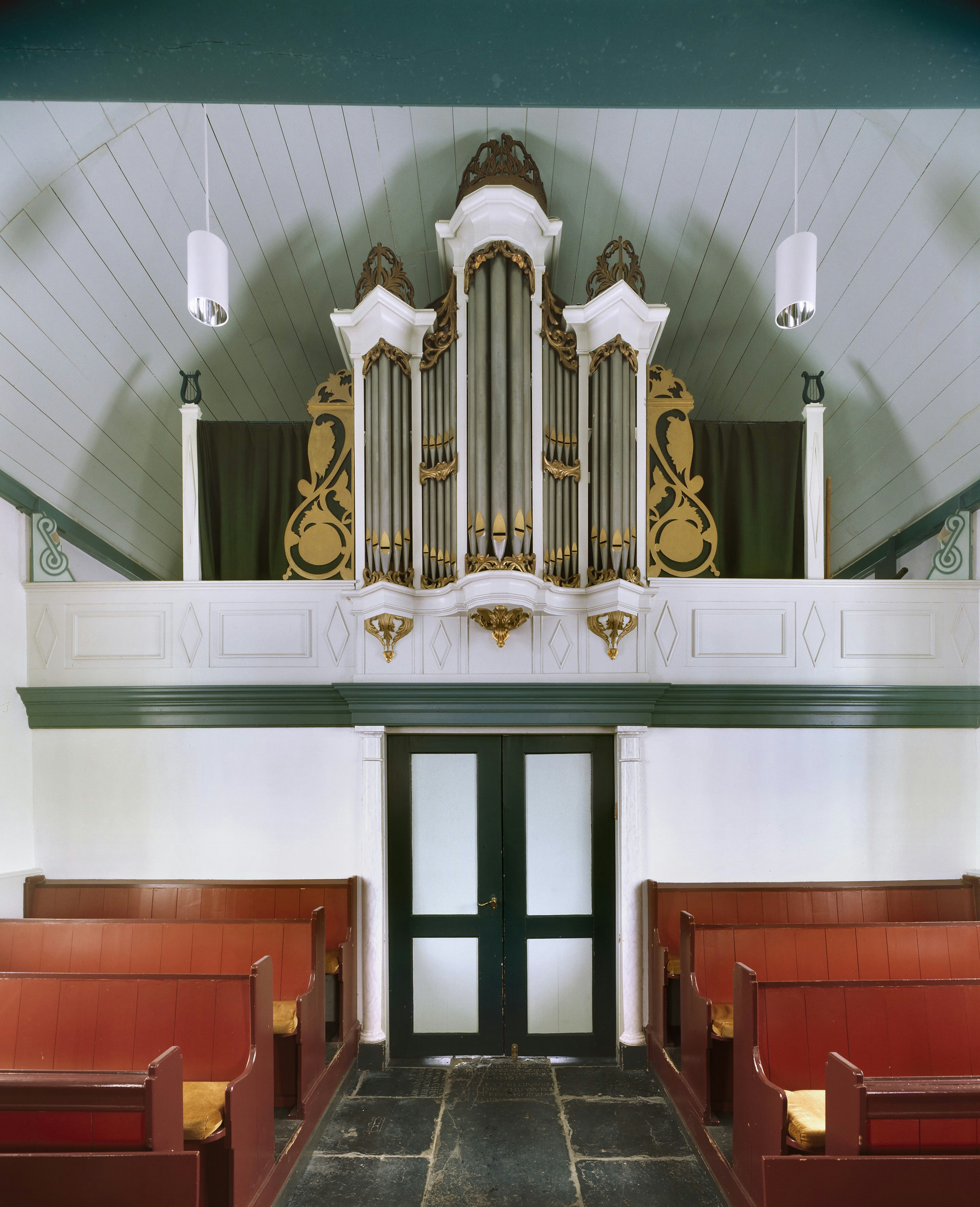
Orgel
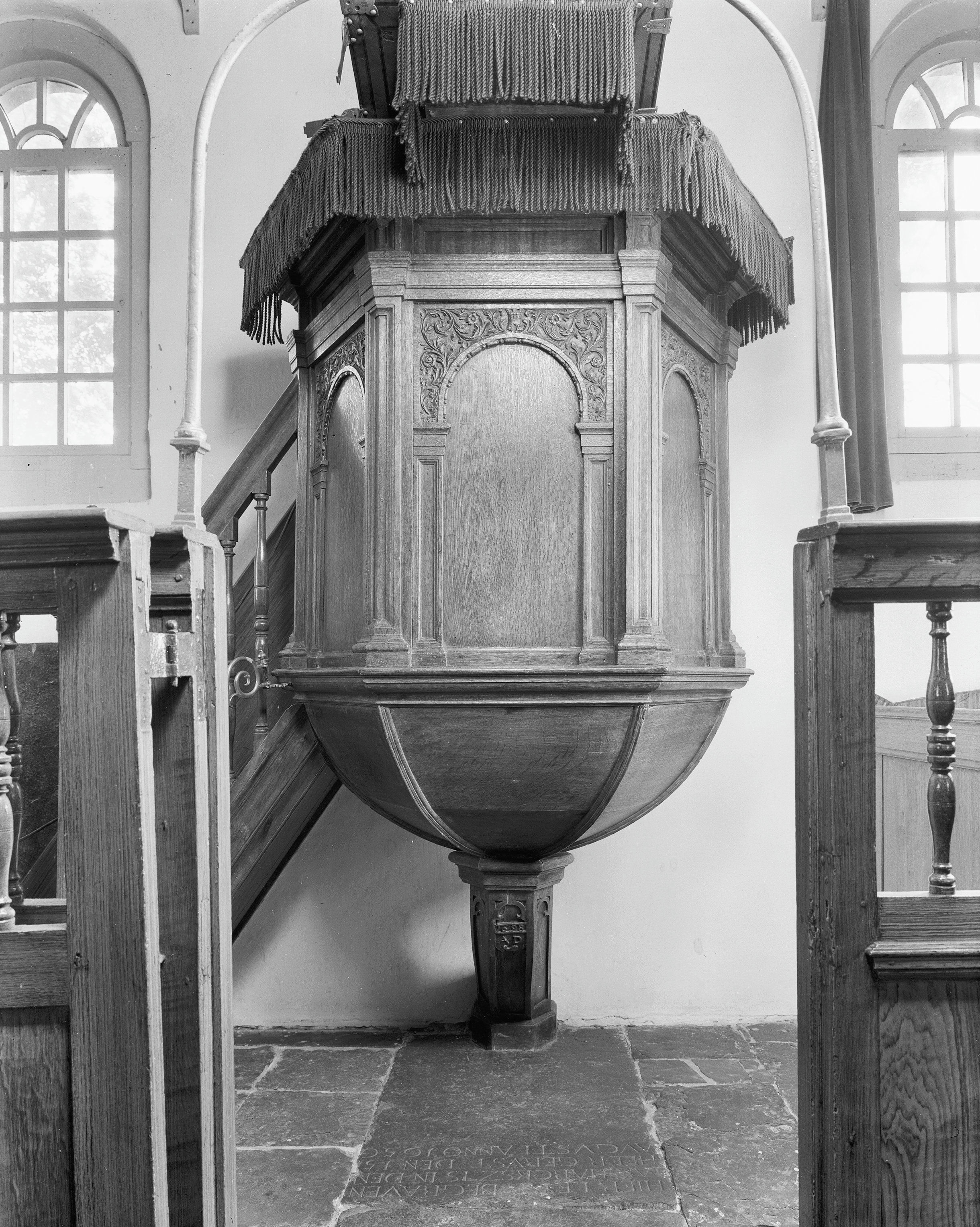
Preekstoel
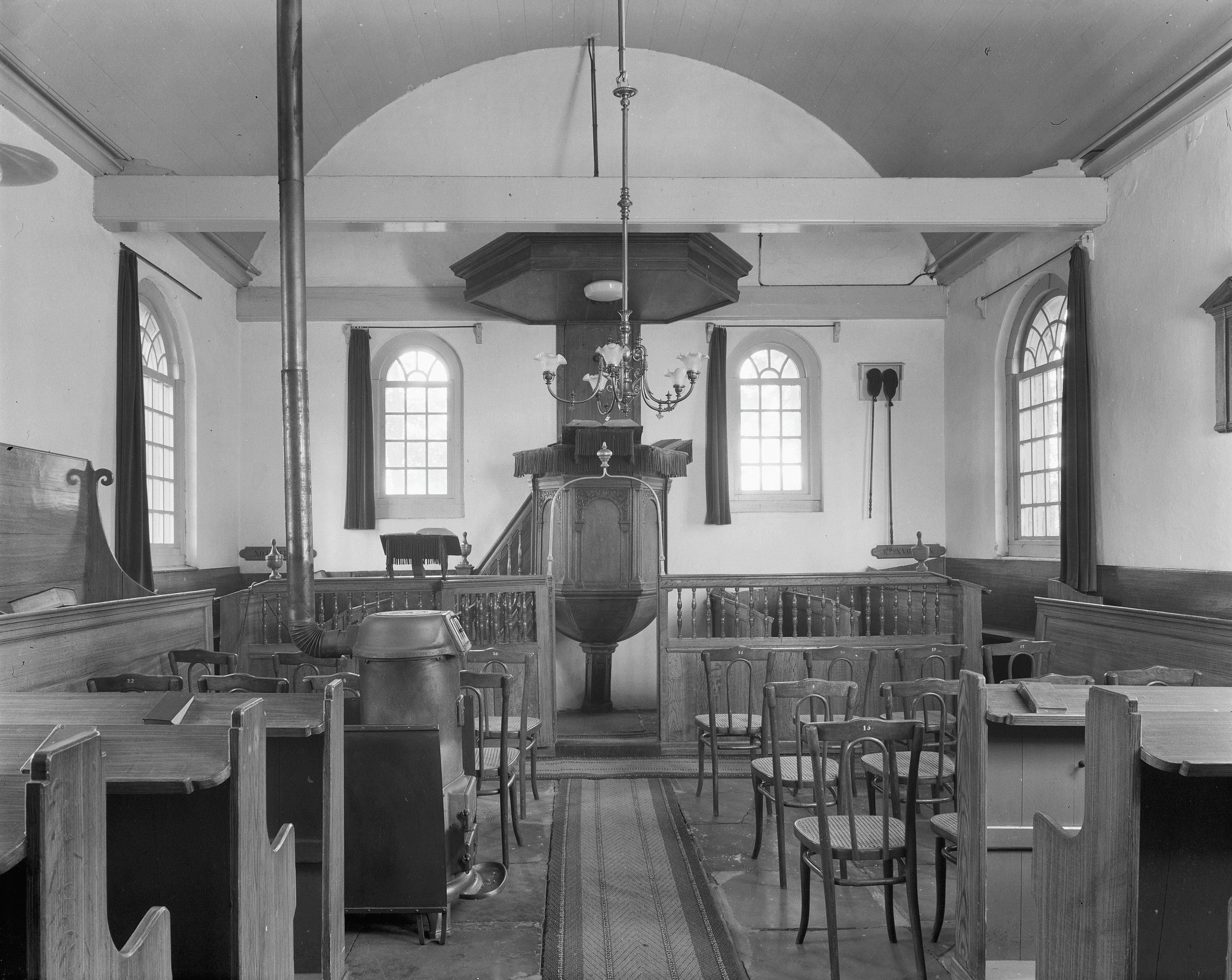
Interieur naar het oosten